# Гигантски батином
Bathynomus giganteus е вид водни ракообразни, от разред Равноноги (Isopoda). Той е член на гигантските изоподи (Bathynomus) и е свързан – макар и отдалечено – със скариди и раци.
Това е първият документиран вид Bathynomus и е описан през 1879 г. от френския зоолог Алфонс Милн Едуардс, след като изоподът е намерен в мрежите на рибарите край бреговете на острови Dry Tortugas в Мексиканския залив. Френският зоолог Алфонс Милн-Едуардс е първият, който описва рода през 1879 г., след като колегата му Александър Агасис събира незрели мъжки В. giganteus от Мексиканския залив; това е значимо откритие както за учените, така и за обществеността, тъй като по това време идеята за безжизнен или „азоен“ дълбок океан е опровергана съвсем наскоро от работата на сър Чарлз Уивил Томсън и други. Няма открити женски индивиди до 1891 г.

## Описание
Подобно на повечето ракообразни, тялото на Bathynomus giganteus е разделено на три отделни региона; глава, гръден кош и корем. Те имат големи триъгълни сложни очи, които са разположени много отдалечени и имат над 4000 отделни фасети. Когато светлината отскача от силно отразяващ слой, наречен tapetum lucidum в задната част на очите им, това ги кара да изглеждат блестящи.
Bathynomus giganteus често се счита за най-големия изопод в света, въпреки че други сравнително слабо известни видове Bathynomus могат да достигнат подобен размер (напр. B. kensleyi).